# オフローズ
オフローズは、吉本興業（東京本社）所属のお笑いトリオ。2016年結成。NSC大阪校38期生。

## メンバー
カンノコレクション（1995年4月2日 - ）（30歳）
本名および旧芸名：管野 慶和（かんの よしかず）。大阪府枚方市出身、大阪府立城東工科高等学校卒業。身長173 cm、体重65 kg。血液型はA型。
趣味および特技はゲーム全般（PUBGmobile2020企業対抗戦決勝3位）。事務所の先輩でゲーム仲間の吉村崇（平成ノブシコブシ）にお下がりの服をもらっている。
特技はフーセンガムで大きな音を出せる、電気耐性を持ちビリビリペンなどが効かない、寒冷耐性も持ち水風呂に長時間入れるが火は怖い、すぐ人を好きになってしまうこと。

宮崎 駿介（みやざき しゅんすけ、1992年12月8日 - ）（32歳）
ネタ作り担当。
大阪府堺市出身、大阪府立大学工学部航空宇宙工学科卒業。身長168 cm、体重45 kg。血液型はA型。
趣味は寝ること（暇な日は一日中寝続け、色々な夢を見すぎて夢と現実の境目が分からなくなることもある）。
特技は90分の演劇・60分の映画の脚本を書いた経験がある。

明賀 愛貴（みょうが あいき、1996年9月8日 - ）（28歳）
大阪府和泉市出身。身長172 cm、体重65 kg。
趣味はスケートボード歴3年、バーテンダー歴4年。
特技は鼻に綿棒が丸々1本入ること、両鼻に入った2本の綿棒で綿棒占い、温泉施設でのおすすめの入浴方法を紹介すること。
サウナ・スパ健康アドバイザーおよびサウナ・スパプロフェッショナルの資格を所持している。

## 来歴
3人ともNSC大阪校38期出身。
当初はそれぞれ別々のコンビを組んでいたが解散したタイミングが一緒であり、カンノが宮崎と組みたいと考えて共通の知人だった明賀に取り持ってもらおうと思ったが、なぜか明賀もついてきた。宮崎曰く「カンノくんと最初に会ったとき、2人でネタ合わせすると思ってました。そうしたら、なぜか明賀くんも一緒にいましたね」。宮崎にカンノが声をかける前から明賀はずっと面白そうな奴に片っ端からコンビ結成のアプローチを仕掛けていたため、カンノは明賀が嫌いだったがいつの間にか仲良くなっていたという。カンノ曰く「明賀くんの第一印象が悪すぎて、こいつとだけはマジで組まんとこうって思ってたんです。けど、いつの間にか仲よく一緒にやってました（笑）」。
NSC大ライブ OSAKA 2016で優勝を果たし、NSCを首席で卒業。卒業後はすぐさま上京し、その後約7年間メンバー全員でルームシェアをしていたが、2023年頃それぞれ別の部屋を借りた。ルミネtheよしもとへ前説として出演した際、先輩の河本準一（次長課長）に以前のトリオ名だった「マイマイジャンキー」からの改名を勧められたことで単独ライブにて1人1つずつ改名案を持ち寄り、じゃんけんで勝ったメンバーの考えたトリオ名を採用した。同じ方法で「マイマイジャンキー」はカンノが考案し、現在の「オフローズ」は宮崎が考えたもの。オフローズに改名してから明賀はお風呂が好きになり、サウナ・スパ関連の資格を取得した。
トリオ名は、一緒に銭湯へ行く機会の多いヒップホップ好きな同期から「フロー」という単語を貰い、それを「お風呂」とかけて複数形にしたことが由来。

## 芸風
主にコントで、キングオブコント2020では最年少および最短芸歴で準決勝進出。漫才も演じることがあり、M-1グランプリでは2022年大会から2年連続で準々決勝まで進出した。
ボケ・ツッコミの役割は特に決まっておらず、ネタによって変わる。1人だけ声のみの出演というネタもある。

## 賞レースでの戦績

### M-1グランプリ
| 年度   | 結果         | エントリー No. | 会場                        | 日程     | 備考 |
| ------ | ------------ | -------------- | --------------------------- | -------- | ---- |
| 2016年 | 2回戦進出    | 558            | 雷5656会館ときわホール      | 10月12日 |      |
| 2017年 | 1回戦敗退    | 354            | 新宿シアターモリエール      | 9月19日  |      |
| 2018年 | 2回戦進出    | 1303           | 雷5656会館ときわホール      | 10月8日  |      |
| 2019年 | 2回戦進出    | 1520           | 雷5656会館ときわホール      | 10月18日 |      |
| 2020年 | 1回戦敗退    | 1366           | シダックスカルチャーホールA | 8月18日  |      |
| 2021年 | 2回戦進出    | 783            | 雷5656会館ときわホール      | 10月15日 |      |
| 2022年 | 準々決勝進出 | 1761           | ルミネtheよしもと           | 11月16日 |      |
| 2023年 | 準々決勝進出 | 2206           | ルミネtheよしもと           | 11月22日 |      |
| 2024年 | 準々決勝進出 | 2226           | ルミネtheよしもと           | 11月21日 |      |

### その他
- 第44回ABCお笑いグランプリ 決勝進出[11]

## 出演
- ぐるぐるナインティナイン「おもしろ荘2021」（日本テレビ）[12]
- フット霜降りの爆笑ネタ祭り!（テレビ東京）
- NON STYLE石田プレゼンツ おは☆オメ（静岡朝日テレビ）[13]
- 千鳥のクセスゴ!（フジテレビ）